# Luka Ritz
Luka Ritz (Zagreb, 22. travnja 1990. – Zagreb, 12. lipnja 2008.)  tragično je preminuli zagrebački maturant.

## Životopis
Rođen je u Zagrebu, gdje je završio osnovnu školu. Bio je pred polaganjem mature u srednjoj Grafičkoj školi. Dana 1. lipnja 2008. vraćajući se u kasnim večernjim satima kući zajedno s kolegom, brutalno je pretučen na zagrebačkom Mostu slobode, kraj Bundeka. Od zadobivenih ozljeda, preminuo je nekoliko dana kasnije, 12. lipnja 2008.
Istraga mjesecima nije otkrila napadače, unatoč objavljenim fotorobotima i iskazima prolaznika koji su vidjeli napadače. U studenome iste godine, čak 5 mjeseci od ubojstva, uhićena su petorica maloljetnika i mlađih punoljetnika koje se sumnjiči da su sudjelovali u cipelarenju i premlaćivanju Luke i njegovog kolege, zbog čega je Luka kasnije preminuo. Nakon smrti, Lukini organi su donirani pacijentima i transplantirani.
Lukina smrt izazvala je šok i glasno odjeknula u cijeloj Hrvatskoj. Postao je simbol borbe protiv uličnog nasilja koje je znatno poraslo u cijeloj državi. Održani su razni koncerti, mirni prosvjedi i manifestacije u čast preminulom maturantu. Zagrebački sastav Adastra snimio je spot i pjesmu "Surovi grade" posvećenu upravo Luki, koja tematizira borbu protiv nasilja. Također se na koncertima pridružuje i Lukina grupa Shangri La.
Lukini roditelji Suzana i Reno Ritz su bili prisutni na koncertima i izjavili da se žele pridružiti borbi protiv uličnog nasilja i nasilja u školama, da Lukina smrt ne bude uzaludna, i poručili da širimo ljubav, toleranciju i mir.
Hrvatski film Takva su pravila redatelja Ognjena Sviličića je inspiriran Lukinim slučajem.

## Nagrada Luka Ritz
Svake se godine 12. lipnja (na dan Lukine smrti), počevši od 2009., nagrađuju osnovne i srednje škole u Hrvatskoj te njihovi učenici za promicanje tolerancije i škole bez nasilja. Učenicima koji osvoje nagradu dodjeljuje se godišnju stipendiju od 1.000,00 kn/132,72 eura svaki mjesec, te skulptura i posebno priznanje u obliku povelje.

## Odlikovanja
Luka Ritz posmrtno je odlikovan nagradom Ponos Hrvatske.

## Savjetovalište Luka Ritz
Centar za pružanje usluga u zajednici “Savjetovalište Luka Ritz” je osnovan 2014. godine, a sa stručnim radom započeo je u studenome 2017. godine. Djelatnost Centra Luka Ritz obuhvaća savjetovanje i psihosocijalnu podršku djeci, mladima i njihovim roditeljima, a s ciljem pomoći pri prevladavanju poteškoća kod djece i mladih, prevencije nasilja i drugih oblika rizičnih ponašanja, pomoći djeci uključenoj u vršnjačko nasilje, unapređenja socijalnih vještina djece i mladih te unapređenja roditeljskih vještina. Centar u radu naglasak stavlja na prevenciju i sprečavanje, odgađanje ili umanjivanje rizičnih čimbenika koji kod djece i mladih povećavaju vjerojatnost nastanka problema u ponašanju.

## Vanjske poveznice
- Ministarstvo znanosti, obrazovanja i športa, Nagrada Luka Ritz  Arhivirana inačica izvorne stranice od 18. prosinca 2008. (Wayback Machine)